# 15-я гвардейская стрелковая дивизия

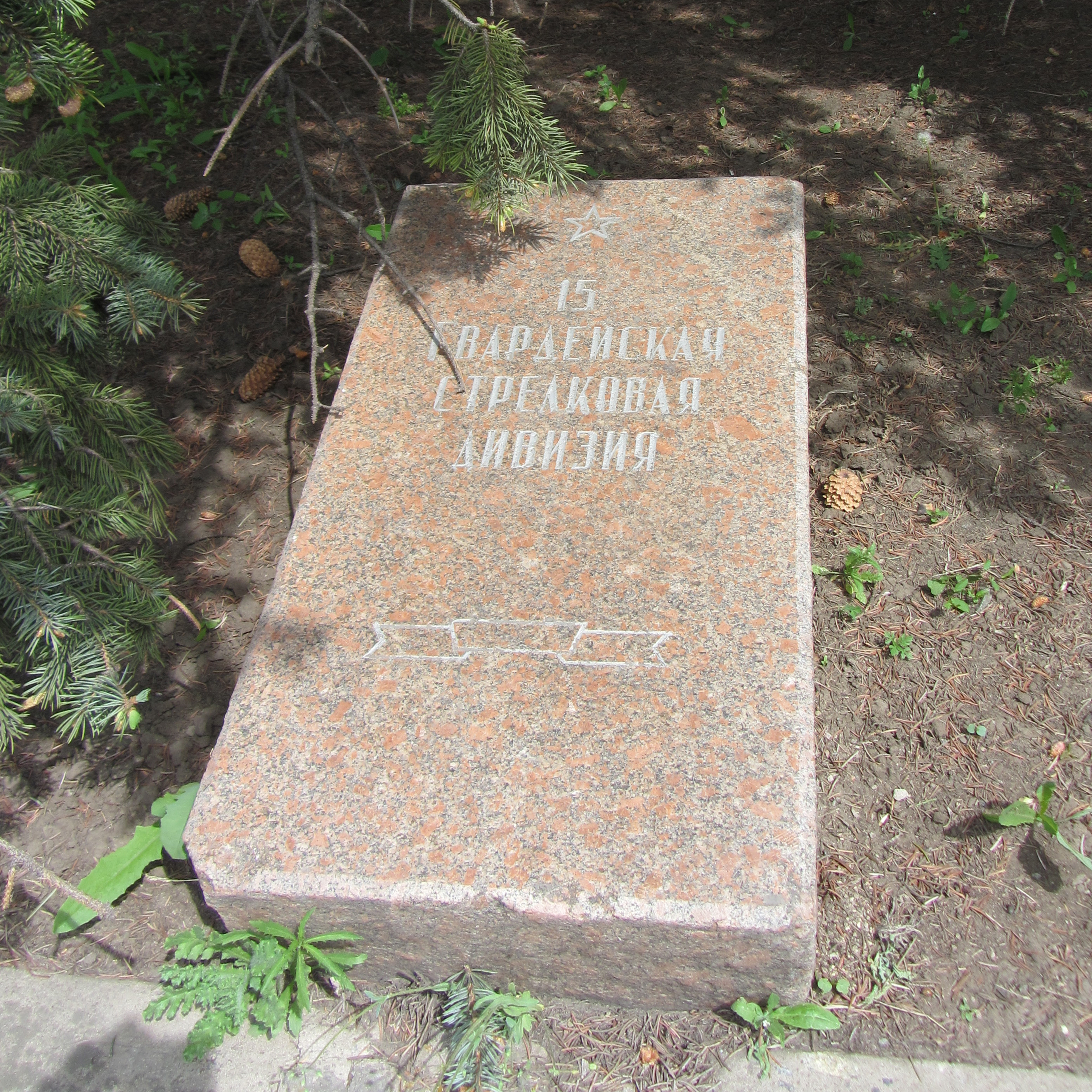
Памятная плита в городе Кривой Рог.

15-я гварде́йская стрелко́вая диви́зия — гвардейское стрелковое формирование (стрелковая дивизия) РККА ВС Союза ССР, в Советско-финской и Великой Отечественной войне.
Полное действительное наименование, по окончании Великой Отечественной войны — 15-я гварде́йская Харьковско-Пражская ордена Ленина дважды Краснознамённая орденов Суворова и Кутузова стрелковая диви́зия. Сокращённое действительное наименование — 15 гв. сд.

## История
Стрелковое соединение — 136-я стрелковая дивизия участвовало в советско-финской войне 1939—1940 годов и за образцовое выполнение боевых заданий награждена орденом Ленина (7 апреля 1940 года). Отличившиеся в боях 815 её воинов награждены орденами и медалями, а 13 присвоено звание Герой Советского Союза.
К началу Великой Отечественной войны дивизия, имея в своём составе: управление, 387-й, 541-й, 733-й стрелковые, 291-й лёгкий артиллерийский, 370-й гаубичный артиллерийский полки и другие части, дислоцировалась в Закавказье.
Впервые в Великой Отечественной войне стрелковая дивизия в бой вступила 28 сентября 1941 года в составе 18 А Южного фронта в районе Мал. Белозерки (60 км сев.-зап. города Мелитополь).
В октябре — ноябре участвовала в Донбасской оборонительной и Ростовской наступательной операциях. За образцовое выполнение боевых задач, мужество и героизм, организованность и высокую дисциплину личного состава удостоена почётного звания «Гвардейская», получив новый войсковой №, преобразована в 15-ю гвардейскую стрелковую дивизию (16 февраля 1942 года). Текст приказа Народного комиссара обороны Союза ССР за № 38, от 16 февраля 1942 года:

«В боях за нашу славную Родину против немецких захватчиков 136-я стрелковая дивизия показала образцы мужества, отваги, дисциплины и организованности. Ведя непрерывные бои с немецкими захватчиками, 136-я стрелковая дивизия нанесла огромные потери фашистским войскам, своими сокрушительными ударами уничтожила живую силу и технику врага, беспощадно громила немецких захватчиков.

За проявленную отвагу в боях за Отечество с немецкими захватчиками, за стойкость, мужество, дисциплину и организованность, за героизм личного состава 136-ю стрелковую дивизию преобразовать в 15-ю гвардейскую и наградить второй правительственной наградой — орденом Красного Знамени.

Народный комиссар обороны СССР И. В. Сталин.

Начальник Генерального штаба Красной Армии Маршал Советского Союза Б. М. Шапошников»— Приказ
В феврале — апреле 1942 года вновь вела ожесточённые бои в Донбассе и за проявленные воинами отвагу и высокое воинское мастерство награждена орденом Красного Знамени (27 марта 1942).
В начале июня 1942 года дивизия после кратковременного пребывания в резерве Ставки ВГК была включена в 28-ю армию Юго-Западного фронта, а 25 июня передана 57 А. В составе этих армий вела упорные оборонительные бои на Валуйко-Россошанском направлении.
По состоянию на 17 июля 1942 года 15 гв. сд имела численность 325 человек.
В конце июля заняла оборону на рубеже совхозе «Приволжский», Дубовый Овраг (30 — 35 км южнее Сталинграда). В ходе оборонительной сражения во время Сталинградской битвы личный состав дивизии показал образцы стойкости и мужества. В боях у Дубового Оврага командир орудия 43-го гв. артиллерийского полка кандидат в чл. ВКП(б) сержант М. П. Хвастанцев уничтожил 5 танков противника, а когда огонь из орудия стало нести невозможно, бросился с противотанковой гранатой под атакующий танк, подорвал его и сам погиб смертью героя.
В боях за с. Старый Рогачик командир отделения 44-го гвардейского стрелкового полка комсомолец мл. сержант Н. Ф. Сердюков в критической обстановке закрыл своим телом амбразуру вражеского дзота и обеспечил успешное выполнение задачи подразделением. Оба отважных воина посмертно удостоены звания Героя Советского Союза. При ликвидации окружённой группировки противника под Сталинградом дивизия действовала в составе 57-й, затем 64-й армий Донского фронта.
После завершения Сталинградской битвы дивизия была передана Воронежскому фронту и с 20 марта до начала июля 1943 года в составе 64-й (с 16 апр. 1943 года 7 Гв. А) армии вела напряжённые бои в районе Волчанска. С 8 июля в составе 7 Гв. А Воронежского, затем Степного (с 20 окт. 1943 2-й Украинского) фронтов участвовала в Курской битве в освобождении Левобережной Украины. За отличия и боях при освобождении г. Харьков (23 авг.) в тот же день была удостоена почётного наименования «Харьковская». В конце октября дивизия передана в 37 А и в её составе вела боя на Правобережной Украине. За образцовое выполнение заданий командования при освобождении города Кривой Рог (22 февраля 1944) награждена орденом Суворова 2-й степени (26 февр. 1944). В марте — апр. 1944 успешно действовала в Березнеговато-Снигирёвской и Одесской наступательных операциях. В середине апреля форсировала р. Днестр южнее г. Тирасполь и до конца мая 1944 года вела бои по расширению захваченного плацдарма.
В июне 1944 года дивизия была выведена в резерв Ставки ВГК, а затем включена в 34-й гвардейский стрелковый корпус, 5 Гв. А, 1-го Украинского фронта, в составе которой действовала до конца войны. В августе вместе с другими соединениями вела напряжённые бои по расширению и удержанию Сандомирского плацдарма. В янв.-февр. 1945 участвовала в Сандомирско-Силезской наступательной операции. За успешное форсирование р. Одер (Одра) и проявленные при этом личным составом отвагу и мужество награждена орденом Кутузова 2-й степени (19 февр. 1945). доблестно действовали воины соединения в заключительных операциях Великой Отечественной войны. За высокое воинское мастерство и героизм, проявленные личным составом в Берлинской операции, дивизия награждена вторым орденом Красного Знамени (28 мая 1945), а за отличия в Пражской операции удостоена почётного наименования «Пражская» (11 июня 1945).

## В составе
| Вышестоящие формирования в период Великой Отечественной войны | Вышестоящие формирования в период Великой Отечественной войны | Вышестоящие формирования в период Великой Отечественной войны | Вышестоящие формирования в период Великой Отечественной войны | Вышестоящие формирования в период Великой Отечественной войны |
| Дата                                                          | Фронт (округ)                                                 | Армия                                                         | Корпус                                                        |                                                               |
| ------------------------------------------------------------- | ------------------------------------------------------------- | ------------------------------------------------------------- | ------------------------------------------------------------- | ------------------------------------------------------------- |
| 01.04.1942 года                                               | Южный фронт                                                   | 18-я армия                                                    |                                                               |                                                               |
| 01.05.1942 года                                               | Резерв Ставки ВГК                                             | 58-я армия                                                    |                                                               |                                                               |
| 01.06.1942 года                                               | Резерв Ставки ВГК                                             | 7-я резервная армия                                           |                                                               |                                                               |
| 01.07.1942 года                                               | Юго-Западный фронт                                            | 28-я армия                                                    |                                                               |                                                               |
| 01.08.1942 года                                               | Сталинградский фронт                                          | 57-я армия                                                    |                                                               |                                                               |
| 01.09.1942 года                                               | Юго-Восточный фронт                                           | 57-я армия                                                    |                                                               |                                                               |
| 01.10.1942 года                                               | Сталинградский фронт                                          | 57-я армия                                                    |                                                               |                                                               |
| 01.01.1943 года                                               | Донской фронт                                                 | 57-я армия                                                    |                                                               |                                                               |
| 01.02.1943 года                                               | Донской фронт                                                 | 64-я армия                                                    |                                                               |                                                               |
| 01.03.1943 года                                               | Воронежский фронт                                             | 64-я армия                                                    |                                                               |                                                               |
| 01.05.1943 года                                               | Воронежский фронт                                             | 7-я гвардейская армия                                         | 24-й гвардейский стрелковый корпус                            |                                                               |
| 01.08.1943 года                                               | Степной фронт                                                 | 7-я гвардейская армия                                         | 49-й стрелковый корпус                                        |                                                               |
| 01.11.1943 года                                               | 2-й Украинский фронт                                          | 37-я армия                                                    | 68-й стрелковый корпус                                        |                                                               |
| 01.12.1943 года                                               | 2-й Украинский фронт                                          | 37-я армия                                                    | 57-й стрелковый корпус                                        |                                                               |
| 01.02.1944 года                                               | 3-й Украинский фронт                                          | 37-я армия                                                    | 82-й стрелковый корпус                                        |                                                               |
| 01.04.1944 года                                               | 3-й Украинский фронт                                          | 37-я армия                                                    |                                                               |                                                               |
| 01.05.1944 года                                               | 3-й Украинский фронт                                          | 37-я армия                                                    | 57-й стрелковый корпус                                        |                                                               |
| 01.06.1944 года                                               | 3-й Украинский фронт                                          |                                                               | 57-й стрелковый корпус                                        |                                                               |
| 01.07.1944 года                                               | Резерв Ставки ВГК                                             | 5-я гвардейская армия                                         | 34-й гвардейский стрелковый корпус                            |                                                               |
| 01.08.1944 года                                               | 1-й Украинский фронт                                          | 5-я гвардейская армия                                         | 34-й гвардейский стрелковый корпус                            |                                                               |

## Состав
- управление (штаб)
- 44-й гвардейский стрелковый полк
- 47-й гвардейский стрелковый полк
- 50-й гвардейский стрелковый полк
- 43-й гвардейский артиллерийский полк
- 20-й отдельный гвардейский истребительно-противотанковый дивизион
- 18-я отдельная гвардейская зенитная артиллерийская батарея (до 1.5.1943)
- 27-й гвардейский миномётный дивизион (до 20.10.1942)
- 17-я отдельная гвардейская разведывательная рота
- 11-й отдельный гвардейский сапёрный батальон
- 25-й отдельный гвардейский батальон связи
- 143-й (16-й) медико-санитарный батальон
- 19-я отдельная гвардейская рота химической защиты
- 339-я автотранспортная рота (220-й автотранспортный батальон, 13-я автотранспортная рота)
- 213-я (4-я) полевая хлебопекарня
- 451-й (12-й) дивизионный ветеринарный лазарет
- 112-я полевая почтовая станция
- 368-я полевая касса Госбанка[3]

- управление дивизии (1 Р-145БМ, 1 Р-156БТР)
- 44-й гвардейский мотострелковый Силезский Краснознамённый, ордена Александра Невского полк, Владимир-Волынский

31 Т-72, 11 БМП-1, 1 БТР-70, 12 ПМ-38, 2 БМП-1КШ, 1 ПРП-4, 4 Р-145БМ, 3 РХМ, 3 БРЭМ-Ч
- 47-й гвардейский мотострелковый Пражский Краснознамённый, ордена Богдана Хмельницкого полк, Владимир-Волынский

31 Т-72, 108 БТР-70, 6 БТР-60, 3 БМП-1, 2 БРМ-1К, 12 2С12, 1 ПРП-4, 4 Р-145БМ, 1 ПУ-12, МТУ
- 50-й гвардейский мотострелковый Ченстоховский Краснознамённый полк, Владимир-Волынский

30 Т-72, 3 БМП-1, 2 БРМ-1К, 2 Д-30, 12 2С12, 1 ПРП-3, 2 Р-145БМ, 1 ПУ-12
- 170-й танковый Кировоградский Краснознамённый полк, Владимир-Волынский

94 Т-72, 11 БМП-1, 2 БРМ-1К, 2 БТР-60, 1 ПРП-3, 3 РХМ, 3 Р-145БМ, 3 МТУ
- 43-й гвардейский артиллерийский Одерский Краснознамённый полк, Владимир-Волынский

5 2С1 «Гвоздика», 10 2СЗ «Акация», 14 БМ-21 «Град», 1 ПРП-3, 1 ПРП-4, 6 1В18, 2 1В19
- 59-й зенитный ракетный полк, Владимир-Волынский
- 1285-й отдельный противотанковый артиллерийский дивизион, Владимир-Волынский
- 21-й отдельный разведывательный батальон, Владимир-Волынский

9 БМП-1, 7 БРМ-1К, 6 БТР-70, 1 Р-145БМ, 1 Р-156БТР, 5 ПУ-12
- 25-й отдельный гвардейский ордена Красной Звезды батальон связи, Владимир-Волынский (6 Р-145БМ, 2 Р-137Б)
- 11-й отдельный гвардейский инженерно-сапёрный Краснознамённый батальон, Владимир-Волынский (3 УР-67)
- 309-й отдельный батальон материального обеспечения
- 84-й отдельный ремонтно-восстановительный батальон

Итого: 186 танков, 50 БМП, 123 БТР, 15 САУ, 2 орудия, 36 миномётов, 14 РСЗО

## Командование

### Командиры дивизии
- Кондратьев, Пётр Дмитриевич (16.02.1942 — 01.08.1942), подполковник, гвардии подполковник
- Овсиенко, Андрей Евтихиевич (02.08.1942 — 08.09.1942), гвардии подполковник
- Телегин, Николай Иванович (09.09.1942 — 17.10.1942), гвардии полковник
- Василенко, Емельян Иванович (18.10.1942 — 26.01.1944), гвардии генерал-майор
- Чирков, Пётр Михайлович (27.01.1944 — 11.05.1945), гвардии полковник, гвардии генерал-майор

…
- Бурыкин, Александр Николаевич (??.10.1951 — ??.04.1954), генерал-майор[5]

…
- Садовский, Фёдор Емельянович (8.12.1954 — 29.11.1955) гвардии генерал-майор т/в.
- Рыбалка, Григорий Леонтьевич (??.07.1954 — ??.01.1959), полковник, генерал-майор[6]

### Командиры полков
44-й гвардейский стрелковый полк
- Самсонов, Пётр Спиридонович (16.02.1942 — 23.06.1942)
- Романовский, Алексей Васильевич (09.03.1943 — 15.09.1944)
- Усиков, Иван Адамович (14.06.1942 — 21.12.1942) (?)
- Усиков, Иван Адамович (00.06.1942 — 03.10.1943), погиб 03.10.1943 (?)
- Ткачёв, Николай Иванович (14.10.1943 — 28.11.1943), погиб 28.11.1943
- Мухин, Пётр Андреевич (23.12.1943 — 30.01.1944), ранен
- Макуха, Иван Никифорович (06.02.1944 — 09.03.1944)
- Гуцалюк, Степан Карпович (с 15.09.1944)

47-й гвардейский стрелковый полк
- Козьмин, Александр Иванович (с 00.07.1942)
- Батьянов, Иван Иванович (с 00.08.1942)
- Козьмин, Александр Иванович (22.08.1942 — 25.10.1942)
- Черезов, Семён Филиппович (25.10.1942 — 28.01.1943), погиб 28.01.1943
- Чертов, Алексей Александрович (23.02.1943 — 00.04.1943)
- Гримайло, Пётр Иванович (17.05.1943 — 29.07.1943)
- Батьянов, Иван Иванович (с 29.07.1943)
- Микулин, Иван Степанович (10.10.1943 — 08.08.1945)
- Литвинов, Василий Ильич (с 08.08.1945)

50-й гвардейский стрелковый полк
- Самсонов, Пётр Спиридонович (по 00.02.1942)
- Мартынов, Михаил Игнатьевич (28.02.1942 — 16.08.1942), погиб 16.08.1942
- Сикорский, Павел Иванович (22.08.1942 — 10.12.1943)
- Голуб, Ефрем Михайлович (05.10.1942 — 07.08.1944)
- Макуха, Иван Никифорович (13.12.1943 — 23.12.1943)
- Бирин, Борис Иванович (07.08.1944 — 26.01.1945), ранен 26.01.1945
- Мезенцев, Семён Иванович (05.02.1945 — 05.03.1945)
- Жуков, Сергей Макарович (с 02.04.1945)
- Рогов, Константин Иванович (с 10.04.1946)

## Награды дивизии
- 07.04.1940 —  Орден Ленина — награждена указом Президиума Верховного Совета СССР за образцовое выполнение боевых заданий командования на фронте борьбы с финской белогвардейщиной и проявленные при этом доблесть и мужество.[7] (по преемственности от 136-й стрелковой дивизии).
- 16.02.1942 —  «Гвардейская» — почётное звание присвоено приказом Народного комиссара обороны за проявленную отвагу в боях за Отечество с немецкими захватчиками, за стойкость, мужество, дисциплину и организованность, за героизм личного состава.
- 27.03.1942 —  Орден Красного Знамени — награждена указом Президиума Верховного Совета СССР за образцовое выполнение боевых заданий командования на фронте борьбы с немецкими захватчиками (в ожесточённых боях в Донбассе) и проявленные при этом доблесть и мужество.[8]
- 23.08.1943 — почётное наименование «Харьковская» — присвоено приказом Верховного Главнокомандующего в ознаменование одержанной победы и за отличие в боях при освобождении Харькова.
- 26.02.1944 —  Орден Суворова II степени — награждена указом Президиума Верховного Совета СССР за образцовое выполнение боевых заданий командования в боях с немецкими захватчиками при освобождении города Кривой Рог и проявленные при этом доблесть и мужество.[9]
- 19.02.1945 —  Орден Кутузова II степени — награждена указом Президиума Верховного Совета СССР за образцовое выполнение боевых заданий командования в боях с немецкими захватчиками, за овладение городами Оппельн,Равич,Трахенберг и проявленные при этом доблесть и мужество.[10]
- 28.05.1945 —  Орден Красного Знамени — награждена указом Президиума Верховного Совета СССР за образцовое выполнение заданий командования в боях при прорыве обороны немцев на реке Нейссе и овладении городами Котбус, Люббен,Цоссен, Беелитц, Лукенвальде, Тройенбритцен, Цана, Мариенфельде,Треббин, Рангсдорф, Дидерсдорф,Кельтов и проявленные при этом доблесть и мужество.[11]
- 11.06.1945 — «Пражская» — почётное наименование присвоено приказом Верховного Главнокомандующего № 0115 в ознаменование одержанной победы и за отличие в боях при освобождении города Прага.

### Награды частей дивизии
- 44-й гвардейский стрелковый Силезский[12] Краснознамённый[13] ордена Александра Невского[14] полк
- 47-й гвардейский стрелковый Краснознамённый[13] ордена Богдана Хмельницкого[15] полк
- 50-й гвардейский стрелковый Ченстоховский[16] Краснознамённый[13] полк
- 43-й гвардейский артиллерийский Одерский[17] Краснознамённый[7] (по преемственности от 291-го лёгкого артиллерийского полка) ордена Суворова[13] полк
- 20-й отдельный гвардейский истребительно-противотанковый ордена Александра Невского[18] дивизион
- 11-й отдельный гвардейский сапёрный Краснознамённый[18] батальон
- 25-й отдельный гвардейский ордена Красной Звезды[15] батальон связи

## Отличившиеся воины дивизии
За ратные подвиги во время войны свыше 9000 воинов дивизии награждены орденами и медалями, а 19 присвоено звание Героя Советского Союза.
Герои Советского Союза:
- Алексеев, Анатолий Иванович, гвардии капитан, исполняющий обязанности заместителя командира 50-го гвардейского стрелкового полка.
- Аскин, Гайфутдин Гафиятович, гвардии сержант, командир орудия 43-го гвардейского артиллерийского полка.
- Гончаров, Пётр Алексеевич, гвардии старший сержант, снайпер 44-го гвардейского стрелкового полка.
- Деревянко, Алексей Акимович, гвардии младший лейтенант, командир взвода противотанковых орудий 47-го гвардейского стрелкового полка.
- Ильин, Николай Яковлевич, гвардии старшина, снайпер 50-го гвардейского стрелкового полка.
- Колосов, Михаил Ефимович, гвардии майор, командир батальона 50-го гвардейского стрелкового полка.
- Лышеня, Захар Григорьевич, гвардии старшина, командир отделения разведки 43-го гвардейского артиллерийского полка.
- Мелконян, Андрей Хачикович, гвардии старший сержант, командир отделения 11-го отдельного гвардейского сапёрного батальона.
- Митряков, Алексей Васильевич, гвардии сержант, помощник командира взвода пешей разведки 47-го гвардейского стрелкового полка.
- Нагибин, Николай Анисимович, гвардии красноармеец, ручной пулемётчик 50-го гвардейского стрелкового полка.
- Плесинов, Василий Никитович, гвардии старший сержант, помощник командира взвода стрелковой роты 50-го гвардейского стрелкового полка.
- Потапов, Эдуард Дмитриевич, гвардии лейтенант, командир взвода станковых пулемётов стрелковой роты 50-го гвардейского стрелкового полка.
- Рахматов, Рахимбай, гвардии красноармеец, пулемётчик стрелковой роты 47-го гвардейского стрелкового полка.
- Ростомян, Аповен Васильевич, гвардии сержант, командир отделения стрелковой роты 44-го гвардейского стрелкового полка.
- Самохин, Павел Александрович, гвардии лейтенант, командир стрелковой роты 50-го гвардейского стрелкового полка.
- Сердюков, Николай Филиппович, командир отделения 44 гвардейского стрелкового полка.
- Сохин, Михаил Степанович, гвардии старшина, снайпер 1-й стрелковой роты 44-го гвардейского стрелкового полка.
- Торгунаков, Пётр Филиппович, гвардии старший сержант, помощник командира взвода стрелковой роты 50 гвардейского стрелкового полка
- Хвастанцев, Михаил Поликарпович, исполняющий обязанности командира огневого взвода 43 гвардейского артиллерийского полка.
- Яровой, Григорий Васильевич, гвардии старший сержант, командир отделения 11-го отдельного гвардейского сапёрного батальона.

 Кавалеры ордена Славы трёх степеней:
- Блохин, Алексей Николаевич, гвардии старшина, командир отделения миномётной роты 1 стрелкового батальона 50 гвардейского стрелкового полка.
- Величко, Александр Иванович, гвардии сержант, командир отделения миномётной роты 50 гвардейского стрелкового полка.
- Залукаев, Василий Ильич, гвардии старший сержант, командир расчёта 82 мм миномёта 50 гвардейского стрелкового полка.
- Зотов, Виктор Никифорович, гвардии сержант, командир миномётного расчёта 47 гвардейского стрелкового полка.
- Ивутенко, Николай Иванович, гвардии старшина, командир орудийного расчёта 45-мм орудия 44 гвардейского стрелкового полка. Погиб в бою 27 апреля 1945 года.
- Игошин, Алексей Дмитриевич, гвардии старшина, командир разведывательного взвода 17 отдельной гвардейской разведывательной роты.
- Калтаев, Карабай, гвардии сержант, наводчик орудия 20 отдельного гвардейского истребительно-противотанкового дивизиона.
- Клевцов, Валентин Николаевич, гвардии сержант, командир расчёта 120 мм миномёта 44 гвардейского стрелкового полка.
- Климовский, Михаил Александрович, гвардии старший сержант, помощник командира взвода 50 гвардейского стрелкового полка.
- Кобзев, Николай Никифорович, гвардии сержант, наводчик орудия 50 гвардейского стрелкового полка.
- Колмаков, Леонид Семёнович, гвардии старший сержант, командир отделения станковых пулемётов 44 гвардейского стрелкового полка.
- Кузьменко, Михаил Андреевич, гвардии сержант, командир отделения миномётной роты 44 гвардейского стрелкового полка.
- Маньшин, Василий Петрович, гвардии старшина, командир орудийного расчёта 43 гвардейского артиллерийского полка. Умер от ран 18 апреля 1945 года.
- Матвеев, Иван Фёдорович, гвардии сержант, наводчик орудия 20 отдельного истребительно-противотанкового дивизиона.
- Николаев, Иван Александрович, гвардии сержант, командир отделения миномётной роты 44 гвардейского стрелкового полка.
- Одноочко, Роман Семёнович, гвардии старший сержант, командир расчёта 76-мм орудия 44 гвардейского стрелкового полка. Указом Президиума Верховного Совета СССР от 6 марта 1953 года за уголовное преступление был лишён всех государственных наград.
- Осмонов, Чынтемир Джакшилыкович, гвардии сержант, наводчик миномёта 44 гвардейского стрелкового полка.
- Петров, Александр Петрович, гвардии старшина, командир орудийного расчёта 43 гвардейского артиллерийского полка.
- Петухов, Николай Михайлович, гвардии младший сержант, командир орудийного расчёта 20 отдельного гвардейского истребительно-противотанкового дивизиона.
- Поляков, Кузьма Дмитриевич, гвардии сержант, помощник командира взвода 44 гвардейского стрелкового полка.
- Поляшко, Василий Онуфриевич, гвардии рядовой, стрелок 44 гвардейского стрелкового полка.
- Прокофьев, Анатолий Сергеевич, гвардии старшина, командир расчёта 45-мм пушки истребительно-противотанковой батареи 44 гвардейского стрелкового полка.
- Скидкин, Пётр Исаевич, гвардии старшина, командир стрелкового взвода 44 гвардейского стрелкового полка. Пропал без вести в мае 1945 года.
- Стребков, Дмитрий Иванович, гвардии рядовой, снайпер 44 гвардейского стрелкового полка.
- Сулейманов, Валиахмет Гималович, гвардии старший сержант, командир орудийного расчёта 20 отдельного гвардейского истребительно-противотанкового дивизиона.
- Сюсюкин, Василий Иванович, гвардии старший сержант, командир отделения 11 отдельного гвардейского сапёрного батальона.
- Табаев, Георгий Андреевич, гвардии старшина, командир отделения 11 отдельного гвардейского сапёрного батальона.
- Харитонов, Василий Иванович, гвардии старшина, командир миномётного отделения 50 гвардейского стрелкового полка.
- Чёрный, Павел Васильевич, гвардии младший сержант, помощник командира взвода станковых пулемётов 44 гвардейского стрелкового полка.
- Чуйко, Порфирий Иванович, гвардии сержант, командир миномётного отделения 50 гвардейского стрелкового полка.
- Шерстюк, Фёдор Семёнович, гвардии сержант, снайпер 44 гвардейского стрелкового полка.
- Шушарин, Валентин Данилович, гвардии старшина, помощник командира взвода пешей разведки 47 гвардейского стрелкового полка. Умер от ран 20 мая 1945 года.
- Щуренко, Роман Иванович, гвардии старшина, помощник командира взвода 50 гвардейского стрелкового полка.